# Caleb Antill
Caleb Antill (Canberra, 8 de agosto de 1995) es un deportista australiano que compite en remo.
Participó en los Juegos Olímpicos de Tokio 2020, obteniendo una medalla de bronce en la prueba de cuatro scull. Ganó dos medallas en el Campeonato Mundial de Remo, en los años 2018 y 2022.

## Palmarés internacional
| Juegos Olímpicos   | Juegos Olímpicos         | Juegos Olímpicos  | Juegos Olímpicos |
| Año                | Lugar                    | Medalla           | Prueba           |
| ------------------ | ------------------------ | ----------------- | ---------------- |
| 2020               | Tokio (Japón)            | Medalla de bronce | Cuatro scull     |
| Campeonato Mundial |                          |                   |                  |
| Año                | Lugar                    | Medalla           | Prueba           |
| 2018               | Plovdiv (Bulgaria)       | Medalla de plata  | Cuatro scull     |
| 2022               | Račice (República Checa) | Medalla de bronce | Doble scull      |